# Jensen-Gletscher
Der Jensen-Gletscher ist ein 16 Kilometer langer Gletscher in der antarktischen Ross Dependency. Im Königin-Maud-Gebirge fließt er zwischen der Supporters Range und dem Lhasa-Nunatak in nördlicher Richtung zum Snakeskin-Gletscher.
Das Advisory Committee on Antarctic Names benannte ihn 1966 nach Kenard H. Jensen (* 1935), Meteorologe des United States Antarctic Research Program auf der Amundsen-Scott-Südpolstation im Jahr 1963.